# Gulaothi
Gulaothi es  una ciudad y municipio situado en el distrito de Bulandshahr en el estado de Uttar Pradesh (India). Su población es de 50823 habitantes (2011). Se encuentra a 60 km de Nueva Delhi.

## Demografía
Según el  censo de 2011 la población de Gulaothi era de 50823 habitantes, de los cuales 26738 eran hombres y 24085 eran mujeres. Gulaothi tiene una tasa media de alfabetización del 72,16%, superior a la media estatal del 67,68%: la alfabetización masculina es del 80,20%, y la alfabetización femenina del 63,31%.